# I Sonata fortepianowa Beethovena

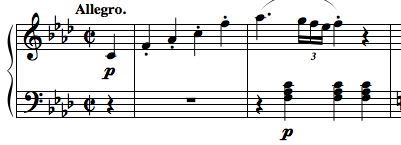
Początek Sonaty op. 2 nr 1

Sonata fortepianowa nr 1 f-moll op. 2 nr 1 Ludwiga van Beethovena to pierwsza z cyklu trzech sonat op. 2, zadedykowanych Josephowi Haydnowi. Powstała w roku 1795 i należy do wczesnego okresu twórczości kompozytora. 
Beethoven nie rezerwuje tonacji mollowej dla ostatniego utworu cyklu, jak w przypadku Triów fortepianowych op. 1, lecz stawia sonatę mollową jako pierwszą. 

## Części utworu
1. Allegro (f-moll)
2. Adagio (F-dur)
3. Menuetto. Allegretto (f-moll)
4. Prestissimo (f-moll)